# Tamer Burjaq
Tamer Ibrahim Burjaq (arabisch تامر ابراهيم برجق; in Amman, Jordanien) ist ein britisch-jordanischer Schauspieler und Stuntman.

## Leben
Burjaq wurde in Amman in Jordanien geboren. Seit mindestens 2008 ist er als Fernseh- und Filmschauspieler tätig, seit 2011 zusätzlich als Stuntman. Er hatte 2012 eine Nebenrolle im deutschen Fernsehfilm Die Wüstenärztin sowie eine Nebenrolle im 2013 erschienenen Film Zulu inne. Ab demselben Jahr bis einschließlich 2014 stellte er die Rolle des Sohail in der Fernsehserie Eine Frau an der Front dar. 2014 war er außerdem als Farhad Ghazi in fünf Episoden der Fernsehserie Homeland zu sehen. 2015 folgte die wiederkehrende Rolle des Tasso in der Miniserie Cape Town. Nebenrollen erhielt er außerdem 2016 in To Kill a Man – Kein Weg zurück, 2017 in Der Dunkle Turm, 2018 in Tomb Raider sowie 2020 in im Film Bloodshot. 2020 war er außerdem in The Last Days of American Crime in der größeren Rolle des Ross King zu sehen. Im Mai 2023 wurde bekannt, dass er im Netflix Original One Piece die Rolle des Anführers einer Bergräuber-Bande Grizzly (im Original Higuma) darstellen wird.
Als Stuntman debütierte Burjaq 2011 in der Fernsehserie Strike Back. Von 2014 bis 2016 trat er in insgesamt 28 Episoden der Fernsehserie Black Sails als Stuntman in Erscheinung.

## Filmografie (Auswahl)

### Schauspiel
- 2008: Generation Kill (Miniserie, Episode 1x07)
- 2010: Get Out Alive (Fernsehserie, Episode 1x04)
- 2012: Dredd
- 2012: Die Wüstenärztin (Fernsehfilm)
- 2013: Zulu
- 2013–2014: Eine Frau an der Front (Our Girl, Fernsehserie, 4 Episoden)
- 2014: Homeland (Fernsehserie, 5 Episoden)
- 2015: Saints & Strangers (Miniserie, 2 Episoden)
- 2015: Cape Town (Miniserie, 3 Episoden)
- 2016: Of Kings and Prophets (Fernsehserie, Episode 1x02)
- 2016: Dias Santana
- 2016: To Kill a Man – Kein Weg zurück (Detour)
- 2016: Tutankhamun (Miniserie, Episode 1x04)
- 2016: Jamillah and Aladdin (Fernsehserie, Episode 2x03)
- 2017: Der Dunkle Turm (The Dark Tower)
- 2017: The Last Post (Miniserie, Episode 1x05)
- 2017: Accident
- 2018: The Looming Tower (Miniserie, Episode 1x02)
- 2018: Tomb Raider
- 2018: Deep Blue Sea 2
- 2018: Scorpion King: Das Buch der Seelen (The Scorpion King: Book of Souls)
- 2019: Trackers (Fernsehserie, 6 Episoden)
- 2020: Bloodshot
- 2020: Fried Barry
- 2020: Home Bound (Kurzfilm)
- 2020: Santana
- 2020: The Last Days of American Crime
- 2020: Rogue
- 2020: Raised by Wolves (Fernsehserie, Episode 1x10)
- 2021: Bulletproof (Fernsehserie, Episode 3x02)
- 2021: Brian Mitchell (Kurzfilm)
- 2021: Skemerdans (Fernsehserie, Episode 1x11)
- 2022: Eraser: Reborn
- 2023: The Power (Fernsehserie, Episode 1x04)
- 2023: One Piece (Fernsehserie, 2 Episoden)
- 2023: Revelation Road (Fernsehserie, Episode 1x04)

### Stunts
- 2011–2015: Strike Back (Fernsehserie, 2 Episoden)
- 2013: Death Race: Inferno (Death Race 3: Inferno)
- 2014–2016: Black Sails (Fernsehserie, 28 Episoden)
- 2015: The Last Post (Kurzfilm)
- 2016: Der Spion und sein Bruder (Grimsby)
- 2016: Of Kings and Prophets (Fernsehserie, Episode 1x02)
- 2016: Dias Santana
- 2016: The Last Face
- 2016: Hooten & the Lady (Miniserie, Episode 1x03)
- 2017: Blood Drive (Fernsehserie, Episode 1x05)
- 2017: Accident
- 2018: Samson
- 2019: The Professionals (Fernsehserie, Episode 2x04)
- 2020: Bulletproof 2
- 2020: Raised by Wolves (Kurzfilm)
- 2020: Warrior (Fernsehserie, 2 Episoden)
- 2022: Professionals (Fernsehserie, Episode 1x06)